# Sarah Hendrickson
Sarah Hendrickson (Salt Lake City, 1º agosto 1994) è un'ex saltatrice con gli sci statunitense, vincitrice della prima edizione della Coppa del Mondo di salto con gli sci femminile nel 2012.

## Biografia

### Stagioni 2008-2010
Sarah Hendrickson debutta nel Circo bianco il 16 febbraio 2008 a Breitenberg (Germania), disputando una gara valida per la Continental Cup, la massima competizione femminile di salto prima dell'istituzione della Coppa del Mondo nella stagione 2012, giungendo 24ª.
L'anno seguente ha ottenuto il suo primo successo in Coppa Continentale, a Zakopane (Polonia), e ha debuttato ai Campionati mondiali, classificandosi 29ª a Liberec 2009 nella prima prova iridata femminile della storia. Nel 2010 ha vinto il bronzo ai Mondiali juniores di Hinterzarten, nell'individuale HS106.

### Stagioni 2011-2017
Nel 2011 ai Mondiali juniores di Otepää si è classificata 18ª, mentre alla rassegna iridata maggiore di Oslo è stata 16ª.
In Coppa del Mondo ha esordito nella gara inaugurale del 3 dicembre 2011 sul trampolino Lysgårdsbakken di Lillehammer conquistando subito la prima vittoria, precedendo nell'ordine la francese Coline Mattel e la tedesca Melanie Faißt. Ai Mondiali juniores di Erzurum ha vinto l'argento dal trampolino normale; a fine stagione si è aggiudicata la prima coppa di cristallo femminile assegnata nel salto con gli sci.
Nella stagione seguente non è riuscita a difendere la Coppa del Mondo, però ha vinto la medaglia d'oro ai Mondiali in Val di Fiemme. Ai XXII Giochi olimpici invernali di Soči 2014 si è classificata 21ª nel trampolino normale, mentre ai Mondiali di Falun 2015 si è classificata 6ª nel trampolino normale e 7ª nella gara a squadre mista dal trampolino normale. Nella successiva rassegna iridata, Lahti 2017, è stata 23ª nel trampolino normale e 8ª nella gara a squadre mista dal trampolino normale. Ai XXIII Giochi olimpici invernali di Pyeongchang 2018 si è classificata 19ª nel trampolino normale.

## Palmarès

### Mondiali
- 1 medaglia:
  - 1 oro (trampolino normale a Val di Fiemme 2013)

### Mondiali juniores
- 2 medaglie:
  - 1 argento (trampolino normale a Erzurum 2012)
  - 1 bronzo (trampolino normale a Hinterzarten 2010)

### Coppa del Mondo
- Vincitrice della Coppa del Mondo nel 2012
- 25 podi (tutti individuali):
  - 13 vittorie
  - 7 secondi posti
  - 5 terzi posti

#### Coppa del Mondo - vittorie
| Data             | Località      | Nazione  | Trampolino             |
| ---------------- | ------------- | -------- | ---------------------- |
| 3 dicembre 2011  | Lillehammer   | Norvegia | Lysgårdsbakken HS100   |
| 8 gennaio 2012   | Hinterzarten  | Germania | Rothaus HS108          |
| 14 gennaio 2012  | Val di Fiemme | Italia   | Giuseppe Dal Ben HS106 |
| 15 gennaio 2012  | Val di Fiemme | Italia   | Giuseppe Dal Ben HS106 |
| 11 febbraio 2012 | Ljubno        | Slovenia | Logarska dolina HS95   |
| 12 febbraio 2012 | Ljubno        | Slovenia | Logarska dolina HS95   |
| 3 marzo 2012     | Zaō           | Giappone | Yamagata HS100         |
| 4 marzo 2012     | Zaō           | Giappone | Yamagata HS100         |
| 9 marzo 2012     | Oslo          | Norvegia | Midtstubakken HS106    |
| 8 dicembre 2012  | Soči          | Russia   | RusSki Gorki HS105     |
| 12 gennaio 2013  | Hinterzarten  | Germania | Rothaus HS108          |
| 15 marzo 2013    | Trondheim     | Norvegia | Granåsen HS105         |
| 17 marzo 2013    | Oslo          | Norvegia | Holmenkollen HS134     |

### Coppa Continentale
- Miglior piazzamento in classifica generale: 2ª nel 2012 e nel 2015
- 15 podi:
  - 4 vittorie
  - 6 secondi posti
  - 5 terzi posti

#### Coppa Continentale - vittorie
| Data             | Località     | Nazione   | Trampolino             |
| ---------------- | ------------ | --------- | ---------------------- |
| 7 febbraio 2009  | Zakopane     | Polonia   | Średnia Krokiew HS94   |
| 15 agosto 2010   | Bischofsgrün | Germania  | Ochsenkopfschanze HS74 |
| 20 gennaio 2012  | Zakopane     | Polonia   | Średnia Krokiew HS94   |
| 18 febbraio 2012 | Liberec      | Rep. Ceca | Ještěd HS100           |